# Selaginella bisulcata
Selaginella bisulcata är en mosslummerväxtart som beskrevs av Antoine Frédéric Spring. Selaginella bisulcata ingår i släktet mosslumrar, och familjen mosslummerväxter. Inga underarter finns listade i Catalogue of Life.